# 메이덴카카미가하라역
메이덴카카미가하라역(일본어: 名電各務原駅)은 일본 기후현 가카미가하라시에 위치한 나고야 철도 가카미가하라선의 철도역이다. 역 번호는 KG 04이며, 상대식 승강장 2면 2선의 구조를 갖춘 지상역이다.

## 타는 곳
| 1 | ■ 가카미가하라선 | 하행 | 신우누마 · 이누야마 · 신카니 방면 |
| 3 | ■ 가카미가하라선 | 상행 | 미카키노 · 메이테쓰기후 방면      |

## 이용 현황
- 2013년 기준 : 3,201명

## 역 주변
- 국도 제21호선
- JR 다카야마 본선 가가미가하라역

## 인접 역
| 나고야 철도 가카미가하라선       | 나고야 철도 가카미가하라선 | 나고야 철도 가카미가하라선   |
| -------------------------------- | -------------------------- | ---------------------------- |
| NH 06 미카키노 메이테쓰기후 방면 | □ 쾌속 급행 · ■ 급행       | 신우누마 IY 17 신우누마 방면 |
| KG 05 니짓켄 메이테쓰기후 방면   | ■ 보통                     | 오가세 KG 03 신우누마 방면   |